# Campeonato Potiguar Segunda Divisão 1981
In 1981 werd de vierde editie van de Campeonato Potiguar Segunda Divisão gespeeld voor voetbalclubs uit de Braziliaanse staat Rio Grande do Norte. De competitie werd georganiseerd door de FNF en werd gespeeld van 8 november tot 2 december. Potiguar de Mossoró werd kampioen. 

## Eerste fase
| Plaats | Club                | Wed. | W | G | V | Saldo | Ptn. |
| ------ | ------------------- | ---- | - | - | - | ----- | ---- |
| 1.     | Emserv              | 6    | 3 | 3 | 0 | 16:3  | 9    |
| 2.     | Potiguar de Mossoró | 6    | 3 | 3 | 0 | 7:3   | 9    |
| 3.     | Força e Luz         | 5    | 1 | 0 | 4 | 2:14  | 2    |
| 4.     | Macau               | 5    | 0 | 2 | 2 | 1:5   | 2    |

|  | Geplaatst voor finale |

## Finale
|                   |        |       |                     |  |
| 2 december Finale | Emserv | 1 – 4 | Potiguar de Mossoró |  |
| 2 december Finale |        |       |                     |  |

## Kampioen
| Campeonato Potiguar de 1981 - Segunda Divisão |
| Rio Grande do Norte                           |
| --------------------------------------------- |
| POTIGUAR DE MOSSORÓ Kampioen (1° titel)       |